# Kulič
Il kulìč (in russo кулич, dal greco κουλλίκι(ον), derivante da κόλλιξ ossia "pagnotta") è un dolce tradizionale russo che viene preparato per la Pasqua ortodossa. Oltre che in Russia, è ampiamente diffuso anche in altri paesi a prevalente religione ortodossa (Bielorussia, Bulgaria, Georgia, Romania e Serbia).

## Composizione
Il kulìč è composto da un impasto lievitato di burro, farina, latte, uova e zucchero, in cui sono incorporate uvetta, frutta candita e mandorle sbucciate (o altra frutta secca), cotto in uno stampo cilindrico (o, più raramente, troncoconico) e poi ricoperto (nella parte superiore) con una glassa di zucchero e albume d'uovo cosparsa di zucchero o miglio colorato. In genere è aromatizzato con liquori (vodka, rum o cognac) e spezie (zafferano, cardamomo, noce moscata). Come la paskha, è tradizionalmente decorato dalle lettere cirilliche X e B, iniziali dell'augurio pasquale: "Христос воскрес" o "Хрис҄тосъ воскресе" ("Cristo è risorto", rispettivamente in russo e in slavo ecclesiastico).
Si tratta quindi di un dolce pasquale ortodosso simile all'italiano panettone, da cui si differenzia per l'impasto più denso e la forma più alta e stretta; inoltre, in genere per il kulìč viene utilizzato lievito di birra anziché pasta madre e vengono impiegati aromi più diffusi nelle cucine "orientali" come il cardamomo .

## Consumo
Secondo la tradizione, il kulìč e altri alimenti pasquali tradizionali (le uova dipinte e la paskha), posti in un paniere e decorati con fiori colorati (solitamente rose rosse), vengono benedetti dal pope dopo la messa della notte tra il sabato santo e la Pasqua o del giorno di Pasqua. Il kulìč benedetto viene quindi consumato ogni giorno, prima della prima colazione, tra il giorno di Pasqua e quello della Pentecoste, mentre i suoi avanzi sono consumati come dessert insieme alla paskha.